# Мота Балуфи
Мота Балуфи (итал. Motta Baluffi) је насеље у Италији у округу Кремона, региону Ломбардија.
Према процени из 2011. у насељу је живело 690 становника. Насеље се налази на надморској висини од 32 м.

## Становништво
Према резултатима пописа становништва 2011. у општини је живело 980 становника.
| 1931. | 1936. | 1951. | 1961. | 1971. | 1981. | 1991. | 2001. | 2011. |
| ----- | ----- | ----- | ----- | ----- | ----- | ----- | ----- | ----- |
| 2.085 | 2.110 | 2.093 | 1.726 | 1.294 | 1.111 | 980   | 968   | 980   |